# Valfjorden (Måsøy)
Valfjorden er en fjord på vestsiden af Rolvsøya i Måsøy kommune i Troms og Finnmark fylke i Norge. Fjorden har indløb  mellem Skarvodden i nord og Rossvikskjeret i syd og går fem kilometer mod øst til Valfjordbotn i enden af fjorden.
Valfjorden er 46 meter på det dybeste, helt yderst i fjorden. 
Der er kun bebyggelser inderst i fjorden omkring Valfjordbotn. Her ligger blandt andet Sørkjosen på sydsiden. Omkring en kilometer mod øst fra Valfjordbotn ligger bunden af Langfjorden på østsiden af Rolvsøya.
Fylkesvej 151 (Finnmark) går langs nordsiden af Valfjordbotn.